# Перервинская ГЭС
Перервинская ГЭС — гидроэлектростанция на реке Москве в городе Москве, в районе Печатники. Входит в систему канала имени Москвы, одна из электростанций канала, является частью Перервинского гидроузла.
ГЭС построена по русловой схеме.
Состав сооружений ГЭС:
- бетонная водосливная плотина длиной 164 м и наибольшей высотой 18,5 м;
- однониточный однокамерный судоходный шлюз;
- подводящий канал;
- здание ГЭС закрытого типа;
- отводящий канал.

Мощность ГЭС — 3,52 МВт, среднегодовая выработка — 9,45 млн кВт·ч. В здании ГЭС установлены 2 поворотно-лопастных гидроагрегата мощностью по 1,76 МВт, работающих при расчётном напоре 4,0 м. Перервинский гидроузел обеспечивает судоходство по р. Москве.
При строительстве ГЭС была разобрана старая деревянная Перервинская плотина, построенная в 1870-х гг.